# Politizdat
Izdatelstvo politiceskoi literaturî ȚK KPSS (Politizdat) (în rusă Изда́тельство полити́ческой литерату́ры ЦК КПСС (Политизда́т)) a fost editura centrală de literatură istorico-politică din URSS. A funcționat în perioada 1918-1991, fiind transformată ulterior în editura Respublika.

## Istoric
După Revoluția din octombrie 1917 autoritățile bolșevice au pus problema coordonării activității editoriale în Rusia bolșevică și a necesității organizării unei literaturi social-politice. În acest scop, în vara anului 1918 a fost înființată editura Kommunist, care prin Hotărârea Comitetului Executiv Central al Rusiei din 21 mai 1919 a intrat în componența Editurii de Stat a Comisariatului Poporului pentru Educație a RSFSR, în calitate de departament pentru literatură politică.
După reorganizare, în 1921, Gosizdat a început să unească cele mai mari edituri sovietice, iar în 1930 a fost înființată Asociația editurilor de stat ale RSFSR — OGIZ RSFSR.
În ianuarie 1941 Partizdat a fost redenumită Editura de Stat pentru Literatură Politică (Gospolitizdat) și inclusă din nou în structura OGIZ.
În 1963 Gospolitizdat a devenit principala editură de partid a PCUS și a fost redenumită Editura de Literatură Politică a Comitetului Central al PCUS - Politizdat.
După interzicerea activității Partidului Comunist la sfârșitul anului 1991 Politizdat și-a pierdut statutul de principală editură politică și de una dintre cele mai mari și mai influente edituri din țară. În decembrie 1991, prin decizia Consiliului de Miniștri al Federației Ruse, Editura de Literatură Politică a Comitetului Central al PCUS a fost transformată în editură de stat și a devenit cunoscută sub numele Respublika.

## Activitatea editorială

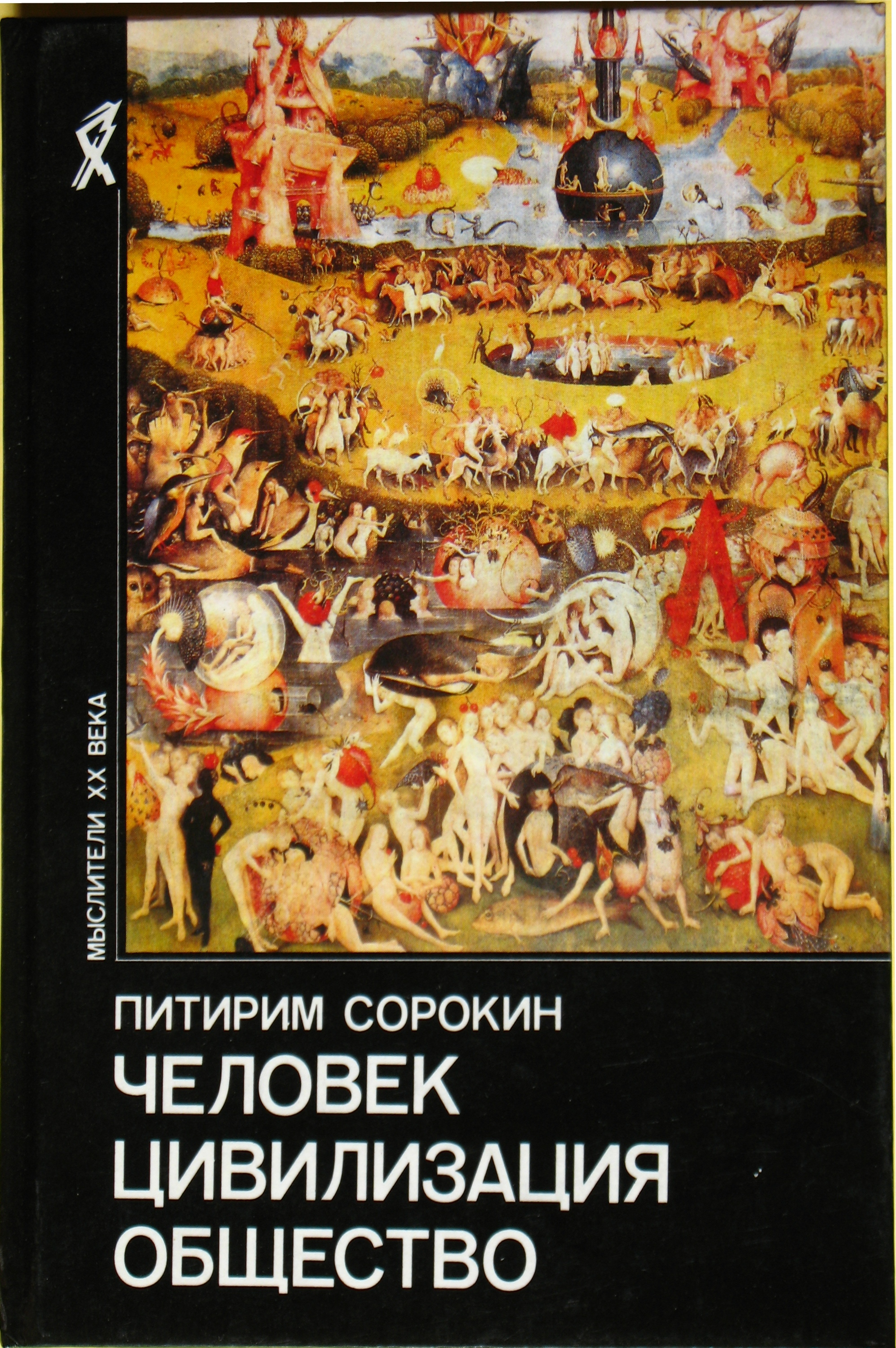
Pitirim Sorokin în seria "Gânditorii secolului al XX-lea". Politizdat, 1992

În 1977, editura a lansat 375 de titluri de cărți și broșuri, cu un tiraj total de peste 73,6 milioane de exemplare.
În 1979, editura a lansat 389 de titluri de cărți și broșuri într-un tiraj de aproximativ 70 de milioane de exemplare.

## Directorii editurii
- 1940 — 1941 — Vasili Sergheevici Molodțov
- 1971 — 1982 — Nikolai Vasilievici Tropkin

## Premii și distincții
Pentru merite deosebite în domeniul editării de cărți, Politizdat a primit în 1970 Ordinul Steagul Roșu al Muncii.